# Shawmut Diner
Koordinaten: 41° 39′ 32,3″ N, 70° 56′ 50,4″ W

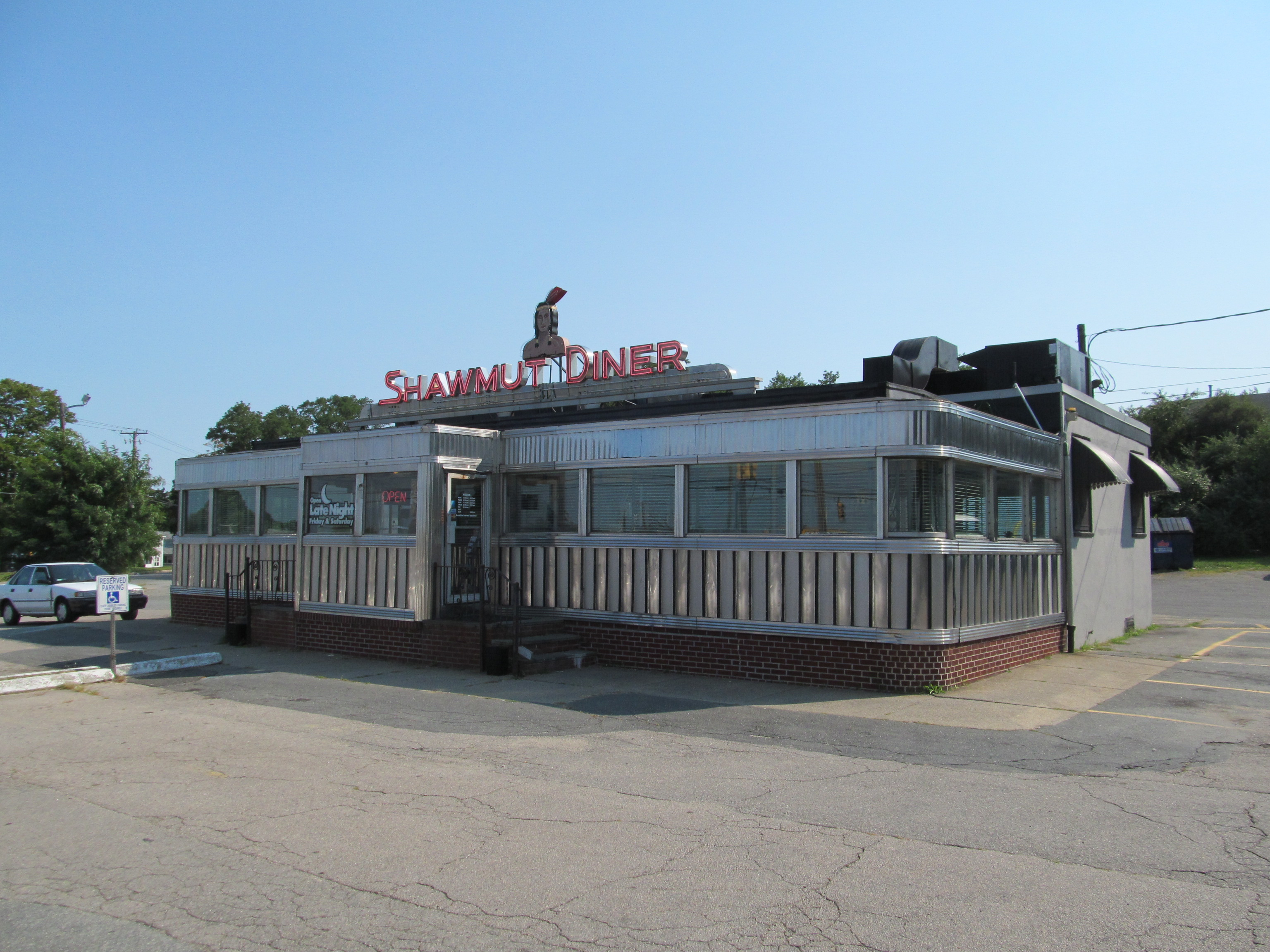
Das ehemalige Shawmut Diner im Jahr 2012

Das Shawmut  Diner war bis 2014 ein Diner in New Bedford im Bundesstaat Massachusetts der Vereinigten Staaten. Es zählte zum Typ des „Stainless-Steel-Diners“, da es zu großen Teilen aus rostfreiem Stahl bestand, und war vom 28. November 2003 bis zum 26. Dezember 2023 im Rahmen der Multiple Property Submission Diners of Massachusetts MPS im National Register of Historic Places (NRHP) eingetragen. Heute befindet sich an diesem Standort ein Markt von Cumberland Farms.

## Beschreibung
Das Shawmut Diner war zum Zeitpunkt der Aufnahme in das NRHP ein gut erhaltenes Beispiel für einen „Stainless-Steel-Diner“ in Massachusetts. Es wurde 1953 von dem Unternehmen Jerry O’Mahony Inc. in Elizabeth, New Jersey gebaut und befand sich in einem Geschäftsviertel in der Nähe der Massachusetts Route 140. Es bestand aus einer Stahlskelett-Konstruktion, die mit rostfreiem Stahl (englisch stainless steel) verkleidet war und vertikale Akzente in schwarzer Farbe aufwies. In einem Anbau auf der Rückseite befand sich die Küche.
Im Inneren verfügte das Diner über eine Theke mit Barhockern und Tischnischen entlang der langen Seiten. Direkt neben der Theke gab es ein gläsernes Studio, aus dem der Betreiber des Diners jeden Werktag eine Radioshow sendete.

## Historische Bedeutung
Das Diner prägte von seiner Aufstellung im Jahr 1953 bis zur Schließung 2014 das Stadtbild von New Bedford. Von 1955 bis 1971 wurde es von Joaquim und Mary Mello betrieben und profitierte insbesondere vom nahegelegenen New Bedford Regional Airport, der in den 1940er Jahren die städtische Wirtschaftskraft wiederbelebte.
1981 übernahmen Phil und Celeste Paleologos das Diner und renovierten es umfassend. Phil sendete von dort aus bis 2014 die Radioshow America, Good Morning – Live from the Shawmut Diner; sie ist bis heute die einzige Radiosendung in den USA, die von einem Diner aus gesendet wurde. Als Teil des Talk America Radio Network war sie in den gesamten Vereinigten Staaten zu empfangen.
Am 1. April 2014 wurde das Diner geschlossen und im darauffolgenden Monat zum Bristol County House of Corrections im nahegelegenen Dartmouth transportiert. Heute befindet sich an diesem Standort ein Markt von Cumberland Farms.